# Michel-Jean Sedaine
Michel-Jean Sedaine, född den 4 juli 1719 i Paris, död där den 17 maj 1797, var en fransk lustspels- och librettförfattare.
Sedaine måste försörja sig som murare, tills han genom en gynnares hjälp blev i stånd att helt ägna sig åt litteraturen. Han skrev först satiriska epistlar (Épître à mon habit, 1745), visor med mera, samlade 1750 under titeln Recueil de pièces fugitives, samt lärodikten Le vaudeville (1756), som av samtiden mycket uppskattades. Men hans verkliga område var dramat, framför allt den komiska operetten, till vars mästare han hörde. Bland operetterna kan nämnas Le diable à quatre (1756; svensk översättning "Nu är hin lös eller metamorphoserna", 1785), Blaise le savetier, L'huitre et les plaideurs (1759), Rose et Galas (1763; "Clas och Lotta", 1790), Aucassin et Nicolette (1780), Richard Cœur-de-Lion (1784; "Konung Rikhard Lejonhjerta", 1791), som öppnade för honom Franska akademiens portar (1786). Han skrev dessutom lustspelen Le philosophe sans le savoir (1765; "Duellen", 1823), som hade en lysande framgång och var tidens främsta drama i den borgerliga stilen, och La gageure imprévue (1768; "Det oförmodade vadet", 1787) samt operorna Aline, reine de Golconde (1766; "Aline, drottning av Golconda", 1776), Amphitryon (1788) och Guillaume Tell (1791). Musiken till dessa komiska och allvarliga texter skrevs av Philidor, Monsigny och Grétry. Sedaines Oeuvres dramatiques utgavs i 5 band (1800).
I ett brev från november 1775 tackade Gustav III Sedaine för att ha tillsänt honom ett handskrivet utkast till Maillard ou Paris sauvé, uruppförd 1782.